# Sutera pinnatifida
Sutera pinnatifida là một loài thực vật có hoa trong họ Huyền sâm. Loài này được Kuntze miêu tả khoa học đầu tiên.